# Helicopsyche agenor
Helicopsyche agenor är en nattsländeart som beskrevs av Malicky och Chantaramongkol 1996. Helicopsyche agenor ingår i släktet Helicopsyche och familjen Helicopsychidae. Inga underarter finns listade i Catalogue of Life.